# Bartolomé Ruiz de Estrada
Bartolomé Ruiz de Estrada   (Moguer, 1482 (Gregorià) - Cajamarca, 1532 (Gregorià)) va ser un conqueridor espanyol. Va començar la seva carrera com a pilot de Cristòfor Colom, abans d'unir-se a Francisco Pizarro i Diego de Almagro en la seva conquesta del Perú. Ruiz era membre dels Tretze de la Fama i fou el primer europeu en veure i desembarcar a les costes de l'actual Equador. Va fundar la ciutat d'Esmeraldas.
El 1511 va ser reconegut com a pilot expert sota les ordres de l'almirall Cristòfor Colom. El primer treball conegut de Ruiz a les Amèriques va ser pilotar per Lorenzo de Aldana, explorant les regions costaneres de Panamà. El 1524 pilotà per Francisco Pizarro i Diego de Almagro i el seu exèrcit de 160 homes, iniciant la conquesta dels regnes situats a sud. Durant 60 dies van navegar pel litoral de l'actual Colòmbia, suportant durs enfrontaments amb els indis de la costa sud de Panamà, en què Almagro va perdre l'ull per una fletxa.
A continuació, Ruiz va navegar cap a l'Equador, convertint-se en el primer europeu en explorar les seves costes. Creuà la línia equatorial fins a Bahía de Caráquez i l'actual Manta. L'abril de 1526, després de superar tota mena de calamitats i inclemències climàtiques, arriben a l'illa del Gallo. Bartolomé Ruiz s'embarcà posteriorment cap a Panamà per demanar ajuda als socis Almagro i Luque per prosseguir l'empresa. Units van avançar cap al sud, ruta ja coneguda per Ruiz, i al setembre de 1527 van arribar a la península de Santa Elena i poc després a el golf de Guayaquil i les costes de Tumbes, on van construir una fortalesa denominada "Nova València".
El 26 de juliol de 1529 Pizarro va signar la capitulació amb l'emperador del Sacre Imperi Romanogermànic Carles V a Toledo. Va atorgar a Bartolomé Ruiz el títol i els honors d'"Hidalgo, cavaller de l'esperó d'or, pilot del mar del Sud", un salari de 75.000 maravedís a l'any i la regència perpetua de Tumbes. També va guanyar el títol d'escrivà de Tumbes per als seus fills.
Després que l'emperador inca Atahualpa fos capturat a Cajamarca el 1532, Ruiz va arribar amb tres vaixells per reforçar els espanyols. Allà va emmalaltir i va morir ràpidament als 50 anys.